# Zimex Aviation

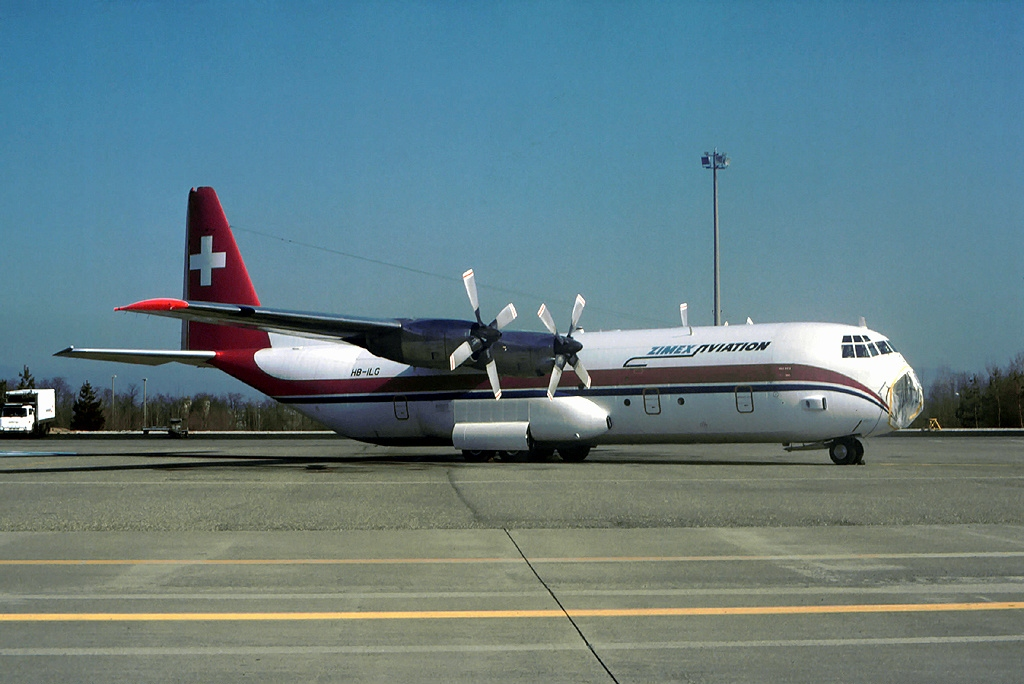
Lockheed L-100-30 Hercules авіакомпанії в аеропорту Базель/Мюлуз, липень 1988 року

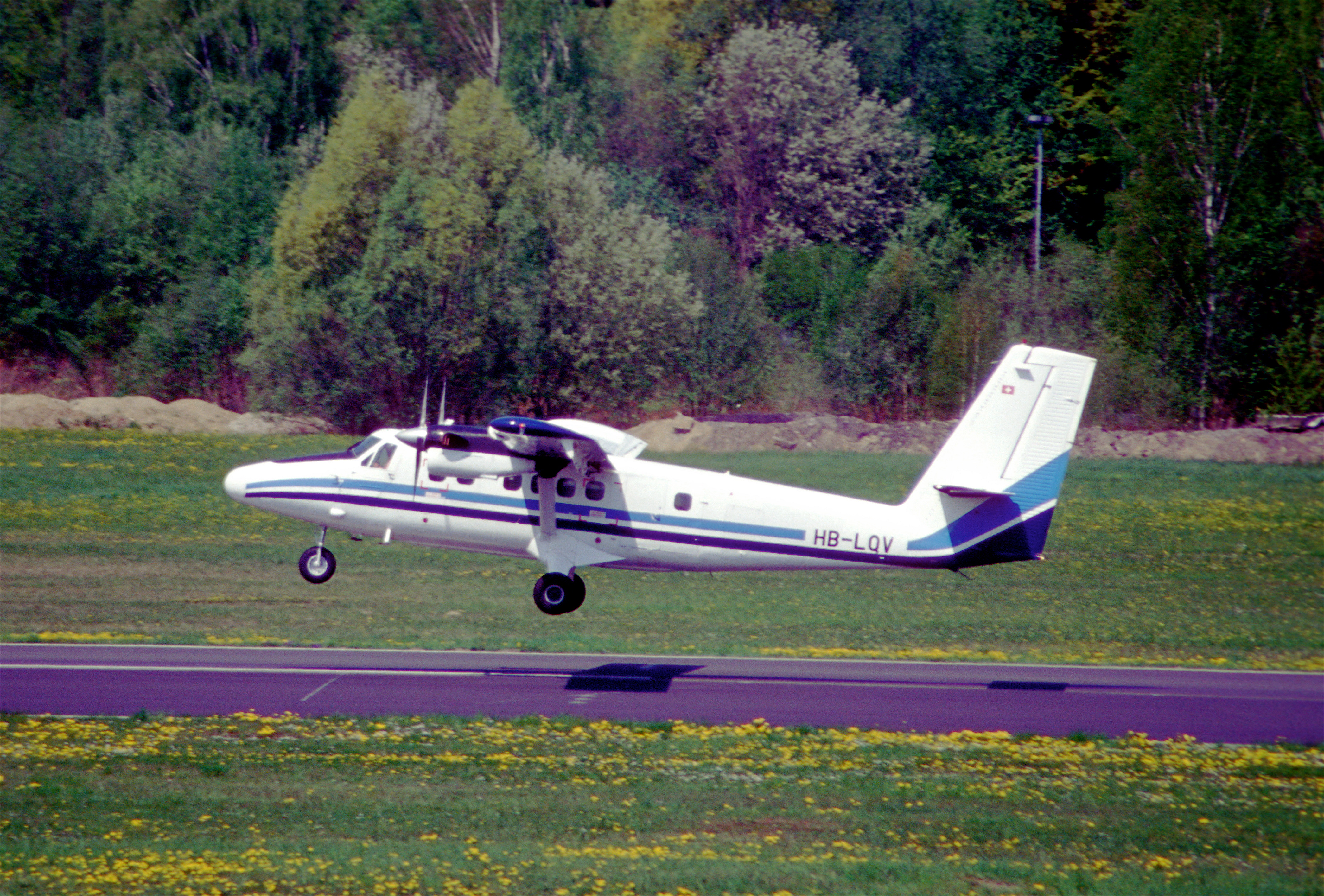
DHC-6 Twin Otter 300 авіакомпанії в аеропорту Цюрих

Zimex Aviation — швейцарська авіакомпанія зі штаб-квартирою в Цюриху, що працює в різних країнах по чартерним контрактами з компаніями гірської і нафтовидобувній промисловості, а також за договорами з громадськими організаціями європейських держав.
Портом приписки перевізника є аеропорт імені Кріма Белкасма.

## Історія
Авіакомпанія була заснована в 1969 році. У жовтні 1999 року Zimex Aviation була викуплена групою швейцарських інвесторів.

## Флот
У серпні 2006 року повітряний флот авіакомпанії Zimex Aviation становили такі літаки:
- De Havilland Canada DHC-6 Twin Otter Series 300 — 12 од.
- Pilatus PC6 Turbo Porter — 5 од.
- Raytheon Beech 1900D Airliner — 4 од.
- Viking DHC-6 Twin Otter 400 Series — 2 од.[3]

У липні 2010 року на авіасалоні в Фарнборо Zimex Aviation замовила свій перший DHC-6 Twin Otter Series 400 виробництва канадського концерну Viking Air.